# Decatur County (Kansas)
Decatur County is een county in de Amerikaanse staat Kansas.
De county heeft een landoppervlakte van 2.314 km² en telt 3.472 inwoners (volkstelling 2000). De hoofdplaats is Oberlin.